# Katzweiler
Katzweiler település Németországban, Rajna-vidék-Pfalz tartományban. Lakosainak száma 1951 fő (2023. december 31.).

## Népesség
A település népességének változása:
| Lakosok száma | 1612 | 1905 | 1919 | 1895 | 1946 | 1951 |
|               | 1975 | 2017 | 2019 | 2021 | 2022 | 2023 |